# Portable Compiled Format
Portable Compiled Format（PCF）は、ビットマップフォント形式の一つであり、X Window Systemのコアフォントシステムで使用されており、数十年にわたって利用されている。PCFフォントは通常、ほとんどのUnix系OSにおいてデフォルトでインストールされており、xtermのようなターミナルで使用されている。PCFフォントは、わずかな効率性の向上によりGlyph Bitmap Distribution Formatに取って代わったが、ほとんどのアプリケーションはすでにスケーラブルフォントへ移行している。